# Marian Przybyciński
Marian Przybyciński (ur. 8 kwietnia 1910 w Warpiu, zm. ?) – polski górnik i polityk komunistyczny, poseł na Sejm PRL IV kadencji.

## Życiorys
W 1925 zdobył wykształcenie podstawowe, po czym z rodziną wyemigrował do Francji. Został górnikiem w kopalni w Noyant-d’Allier. W 1929 wstąpił do Powszechnej Konfederacji Pracy, w 1936 został sekretarzem polskiej sekcji związku (funkcję pełnił półtora roku). Do czasu powrotu do Polski zakładał oddział Polskiego Komitetu Wyzwolenia Narodowego, a także Organizację Pomocy Ojczyźnie (której był przewodniczącym), Związek Kobiet Polskich im. Marii Konopnickiej i Związek Młodzieży Polskiej „Grunwald”. W 1947 wstąpił do Polskiej Partii Robotniczej, a po jej rozwiązaniu do Francuskiej Partii Komunistycznej. W 1949 powrócił do kraju, został górnikiem dołowym w Kopalni Węgla Kamiennego „Kleofas”. Został członkiem Polskiej Zjednoczonej Partii Robotniczej, w okresie 1949–1950 odbył kursy dla działaczy partyjnych w miejskiej szkole partyjnej w Katowicach i dla niższego dozoru górniczego. W 1949 został członkiem komitetu zakładowego partii w „Kleofasie”. Dwukrotny delegat na zjazdy PZPR. W 1965 uzyskał mandat posła na Sejm PRL IV kadencji w okręgu Katowice, w trakcie kadencji zasiadał w Komisji Przemysłu Lekkiego, Rzemiosła i Spółdzielczości Pracy.

## Odznaczenia
- Krzyż Kawalerski Orderu Odrodzenia Polski (1960)
- Srebrny Krzyż Zasługi (1951)[1]
- Brązowy Krzyż Zasługi (1956)
- Medal 10-lecia Polski Ludowej (1955)[2]
- Złota Odznaka „Zasłużonemu w Rozwoju Województwa Katowickiego” (1963)
- Odznaka 1000-lecia Państwa Polskiego